# 吳盈
吳盈（1468年—？），字子持，江西饒州府鄱陽縣人，民籍，明朝政治人物。

## 生平
弘治二年（1489年）己酉科江西鄉試第八十五名舉人。弘治十八年（1505年）中式乙丑科會試第二百十八名，三甲第一百四十五名進士。授建宁县知县，擢禮部主事。

## 家族
曾祖吳德隆；祖父吳道元；父吳博施。嫡母徐氏；生母王氏。永感下。兄吴霖（知縣）。